# Manuel Oltra

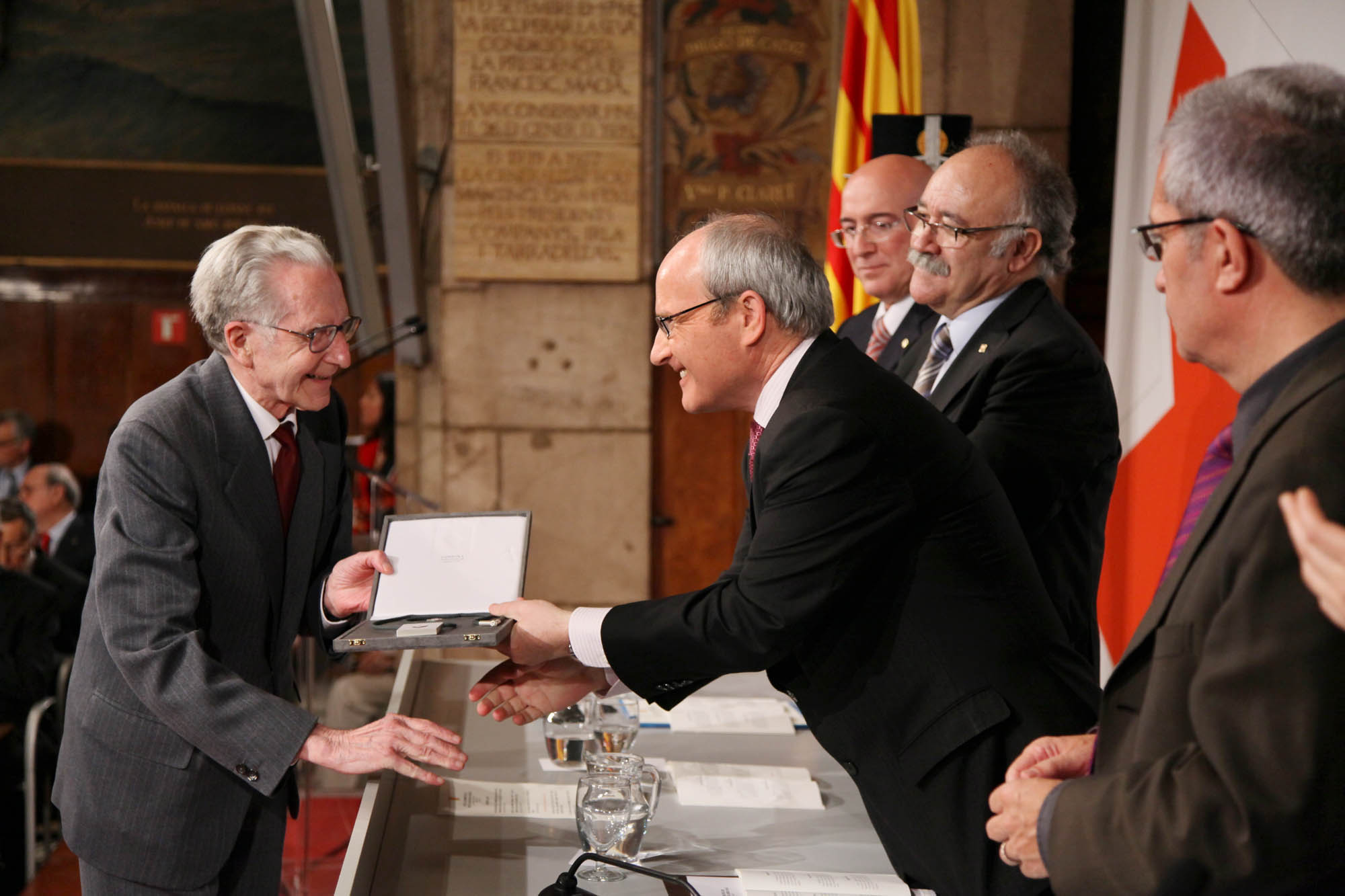
Oltra em 2010

Manuel Oltra i Ferrer (8 de fevereiro de 1922 - 25 de setembro de 2015) foi um compositor espanhol. Ele era conhecido por compor músicas sobre harmonia e música de contraponto . Ele liderou o Conservatório Municipal de Barcelona de 1959 até à sua desactivação em 1987. Oltra nasceu em Valência, Espanha. Ele recebeu o Prémio Nacional de Música da Catalunha em 1994.
Oltra morreu de pneumonia em Barcelona, Espanha, aos 93 anos.